# 布拉德福德鎮區 (伊利諾伊州李縣)
布拉德福德鎮區（英語：Bradford Township）是位於美國伊利諾伊州李縣的一個行政鎮區。

## 地方資料
根據2010年美國人口普查的數據，布拉德福德鎮區的面積為46.20平方千米，當中陸地面積為46.10平方千米，而水域面積為0.10平方千米。當地共有人口307人，而人口密度為每平方千米6.65人。